# Serhij Rudenko

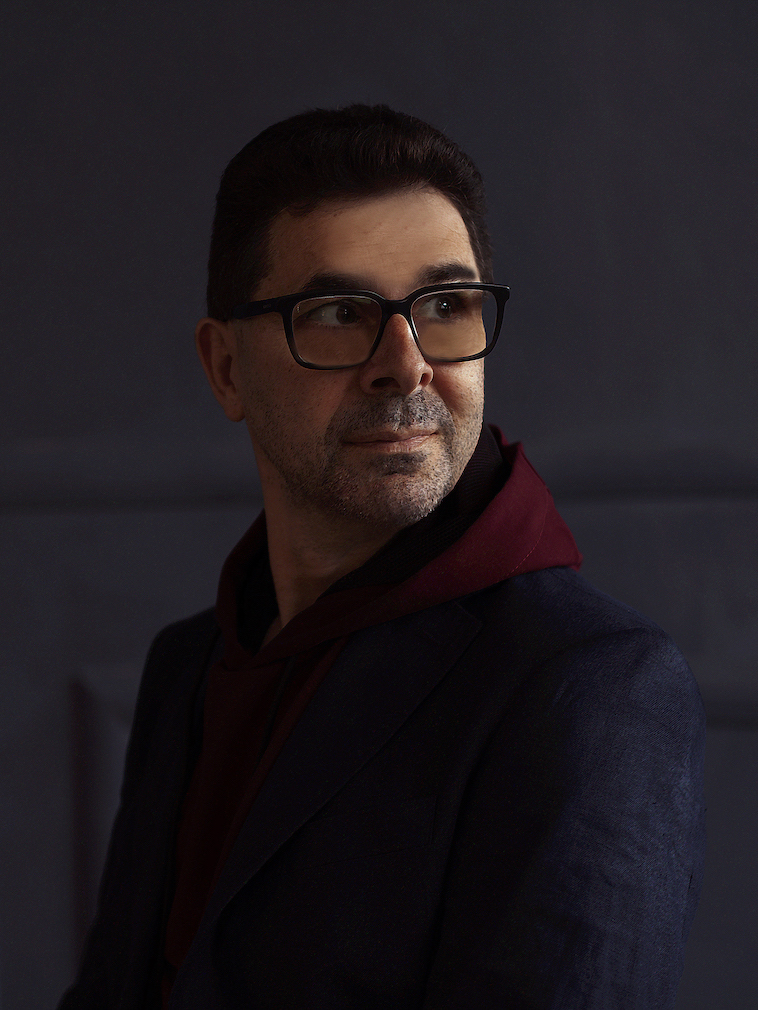
Serhij Rudenko (2022)

Serhij Walerijowytsch Rudenko (ukrainisch Сергій Валерійович Руденко; * 14. Oktober 1970 in Stezkiwka) ist ein ukrainischer Journalist und Autor.

## Leben
Rudenko wuchs im Nordosten der Ukraine auf. Seine Mutter war Lehrerin, der Vater arbeitete als Elektriker. Während seiner Schulzeit interessierte er sich für Kunst und gewann 1985 einen landesweiten Wettbewerb anlässlich des Sieges über die deutschen Faschisten. Von 1987 bis 1992 studierte Rudenko Journalismus an der Nationalen Taras-Schewtschenko-Universität Kiew. In den Jahren 1996/1997 war er am Goethe-Institut in Kiew tätig.
Rudenko begann seine Laufbahn als Journalist im Jahr 1992 als Korrespondent für die Tageszeitung Dobryi Den. Es folgten weitere Positionen bei verschiedenen regionalen und überregionalen Medien, sowohl als angestellter als auch freier Journalist. Rudenko war unter anderem Moderator des privaten Fernsehsenders TVi. 2015 wurde er schließlich Chefredakteur des privaten Informationssenders Espreso TV. Dieser ist aus der Maidan-Bewegung hervorgegangen.
Internationale Beachtung erfuhr Rudenko als Biograf des ukrainischen Präsidenten Wolodymyr Selenskyj. Die ursprüngliche Fassung der Biografie („Selenskyj ohne Maske“) wurde im Januar 2021 veröffentlicht und vor dem Hintergrund des russischen Überfalls auf die Ukraine im März 2022 aktualisiert. Rudenko wurde von zahlreichen Medien als Kenner der Ukraine interviewt. Er arbeitet weiter als Journalist und führt beispielsweise eine Kolumne im ukrainischen Programm der Deutschen Welle. 

## Werke
- Selenskyj: Eine politische Biografie. Hanser, München 2022, ISBN 978-3-446-27656-7 (ukrainisch: Зеленський без гриму. 2021. Übersetzt von Beatrix Kersten, Jutta Lindekugel).
  - Hörbuch: Stephan Buchheim: Selenskyj: Eine politische Biografie. Random House Audio, München 2022, ISBN 978-3-8371-6335-3.